# Augustin Buzura
Augustin Buzura (Maramureş, 22 de setembro de 1938 – Bucareste, 10 de julho de 2017) foi um jornalista e escritor romeno.

## Obras
- Capul Bunei Speranţe, 1963
- De ce zboara vulturii, 1967
- Absenţii, 1970
- Orgolii, 1974
- Feţele tăcerii, 1974
- Vocile nopţii, 1980
- Bloc-notes, 1981
- Refugii, 1984
- Drumul cenuşii, 1988
- Recviem pentru nebuni şi bestii, 1999
- Raport asupra singurătăţii, 2009